# Wattegama
Wattegama (syng. වත්තේගම, tamil. வத்தேகம) – miasto w Sri Lance, w prowincji Środkowa.